# Психологические типологии
Психологическая типология — система индивидуальных установок и поведенческих стереотипов, образованная с целью объяснения разницы между людьми. 
Проблема поиска фундаментального базиса для классификации психологических типов, то есть основания для определения более широкого спектра производных характеристик, всегда была краеугольной для дифференциальной психологии.
Вопрос существования типов личности современная наука считает крайне спорным.

## Исторический экскурс

### Логика развития классификационных гипотез в психологии
Существовало два противоположных методологических направления исследования психики с системно-классификационных позиций:
1) «уловить» центральное организующее звено, своего рода мотор всей конструкции, и распределить людей, исходя из качественного своеобразия этих центральных звеньев;

«Типологический подход заключается в глобальном восприятии личности и последующем сведении многообразия индивидуальных форм к небольшому числу групп, объединяющихся вокруг репрезентативного типа»

2) разложить психику на составляющие части, понять работу частей и создать классификацию на основе разницы в составе и качестве частей.

«Надо свести все черты характера к простейшим психическим элементам и к простейшим формам основных психологических законов, выявляя при этом природу обнаруживаемых связей»

На сегодняшний день есть несколько тысяч классификаций, выражающих различия между людьми или психическими свойствами (качествами, характеристиками).
Классификации различаются масштабом обобщений, степенью внутренней согласованности, классификационными основаниями и т. д.

### Классификация людей и классификация психических свойств
Логика развития психологических классификаций диктовала параллельное движение двух крупных научных направлений: одно получило название «психология типов», а другое — «психология черт». С течением времени оба направления двигались навстречу друг другу: психология типов — в попытке понять структуру психических свойств каждого из типов, психология черт — в попытке более крупных и системных обобщений.

«Как только получил общее признание тот факт, что наблюдаемые черты не соответствуют отдельным психологическим сущностям, а являются лишь аспектами личности или поведения, сразу же возникла необходимость выявить фундаментальные переменные, стоящие за этими чертами. Хейманс и Вирсма, а также ряд других ученых после них пытались решить эту проблему. Однако все эти исследования носили фрагментарный характер, их результаты были обусловлены предварительными гипотезами, а выбор черт определялся, как правило, личным вкусом исследователя»

Пример развития психологии черт (этапы):
1. Выделение типов любви в виде психологических черт. В Античности была очень распространена типология видов любви, в которую входили агапе, филео, сторге, мания, прагма, людус и эрос.
2. Каждый человек, как правило, имеет в своем арсенале все возможные типы любви, но в разной пропорции, что можно выразить профильной характеристикой с пиками и провалами.
3. Типы людей со схожими профильными характеристиками объединяются в классификацию более высокого уровня.

Пример развития психологии типов (этапы):
1. Выделение групп людей, у которых явно доминируют осознаваемые познавательные операции — «Рационалы» или неосознаваемые — «Иррационалы».
2. Выделение частных познавательных способностей, связанных с рациональностью и иррациональностью.
3. Создается сетка для профильной характеристики, которая характерна для рационалов и иррационалов.

В ходе развития психологии как науки и как практики приходит понимание, что человек — это «микрокосм», в котором есть все черты, свойства и характеристики, но распределены они по неким системным закономерностям, которые еще предстоит осмыслить.

### Масштаб системы психологических типов
Формальные типологии
Классификации, в которых есть устойчивые типы, выделенные на основе какого-либо психологического или анатомо-физиологического свойства, относятся к формальным типологиям. Формальные типологии могут иметь самый разный масштаб. Часто это типологии, касающиеся особенностей поведения в какой-либо деятельности.
Пример:
Герман Уиткин в 1954 году выделил типы людей на основе полезависимости и поленезависимости. Полезависимые не вычленяют простую фигуру из сложного геометрического фона. Поленезависимые умеют вычленять простую фигуру из сложного геометрического фона.
Динамические типологии
Динамические типологии связаны с изменением и трансформациями человека, с прохождением стадий или этапов в своем развитии (биологическом, психологическом, социальном).
Примеры: с точки зрения психоанализа, ребенок проходит в своем развитии ряд психосексуальных стадий — это создает особый склад души, своего рода психологический тип. Человек в своем развитии выступает как автоэротичное существо, то есть он получает чувственное удовольствие от стимуляции эрогенных зон своего тела родителями или другими людьми во время нормального хода воспитательного процесса. Фрейд считал, что для каждой такой стадии характерна своя эрогенная зона.
В самопознании, в поиске самости, человек проходит ряд стадий. Карл Юнг называл самость центральным архетипом, архетипом порядка и целостности личности. Индивидуацией Юнг называл способность человека к самопознанию и саморазвитию, слияние его сознательного и бессознательного. Первый этап индивидуации — это анализ персоны. Хотя персона имеет важные защитные функции, она является также маской, скрывающей самость и бессознательное. Второй этап — осознание тени. Если мы признаем её реальность, то сможем освободиться от её влияния. Третий этап — встреча с Анимой или Анимусом.
Последняя стадия процесса индивидуации — развитие самости. Самость становится новым центром души. Она приносит единство и интегрирует сознательный и бессознательный материал. Все названные стадии пересекаются, человек постоянно вновь возвращается к старым проблемам. Индивидуация может быть представлена как спираль, в которой человек продолжает сталкиваться с теми же фундаментальными вопросами, каждый раз в более тонкой форме.

### Моделирование систем психологических типов
В моделировании психологических систем большое место занимает систематика и классификация.
В связи с развитием статистики в описании представленности признака (или типа) в социуме очень важен характер распределения признака (типа). Важно также, носят ли различия в признаках количественный или качественный характер. Для квалифицированной интерпретации практически любого исследования в области дифференциальной психологии требуется понимание определенных фундаментальных статистических понятий.

«Существуют по меньшей мере три различные теории психологических типов, описываемых психологами. Некоторые авторы до сих пор представляют типы как отдельные взаимоисключающие классы. Другие используют теорию типов как более или менее подробную теорию черт, определяя типы как полюса одного континуума, между которыми люди могут быть распределены по законам нормального распределения. Последователи третьего взгляда утверждают, что типы отличаются от черт тем, что имеют мультимодальные распределения, в которых люди группируются в определенных точках, представляя чистые типы».

#### Распределение признака
Чем более фундаментальна (глубинна) психическая характеристика, тем распределение более устойчиво и не зависит от культурных особенностей. Большинство измерительных инструментов (тестов) построено так, чтобы признак мог быть пронормирован в соответствии с нормальной кривой распределения, если различия носят количественный характер. Так, черты, которые входят в фундамент личности под названием «Большая пятёрка» (Big Five), имеют нормальный характер распределения.

#### Строгие множества
Если характеристики имеют не количественные, а качественные различия, то они обычно описываются в рамках строгих множеств.
Пример: Правши, левши. Глухие, слышащие.

#### Нестрогие множества
В психике бывает редко, что какое-либо качество устойчиво отсутствует совсем. Поэтому, в большинстве случаев, полезно в моделировании использовать нестрогие классификации, которые более точно отражают реальный характер распределения.
Пример: Типология Э. Кречмера или У. Г. Шелдона.

#### Комплексные модели
Более сложные и системные модели пытаются учитывать тот факт, что могут встречаться как количественные, так и качественные различия признаков.

## Частные классификации
Чаще всего классификация затрагивала характеристики, связанные со сферой социального взаимодействия, строилась как набор биполярных черт, сильное преобладание какой-то черты создавало некий акцент в характере человека. Характеристики частных классификаций: отсутствие четкой границы между классами, человек может переходить из одного класса в другой под действием внешних и внутренних причин, число классов зависит от установки автора классификации.
Примеры: Социально-характерологическая (Теофраст), социально-политическая (Платон).
Одной из первых типологий человека, основанной на его смысложизненных ценностях, является типология Платона, который выделял следующие типы:
1. нормальный, характеризуется преобладанием высшей стороны души, стремлением к поиску истины;
2. тимократический, отличается сильным развитием честолюбия и наклонности к борьбе;
3. олигархический, отличается скупостью, стяжательностью, сдержанностью и бережливостью;
4. демократический, характерной чертой его является нравственная неустойчивость, и стремление к постоянной смене чувственных наслаждений;
5. тиранический, в котором преобладают самые низшие, животные влечения.

Частные классификации часто строятся практиками на основе конкретной деятельности. В рамках любой деятельности можно найти большое количество самых разных классификаций.
Пример: классификация личности в зависимости от её реакции на окружающую среду А. Ф. Лазурского:
1. Низкий уровень. а) Рассудочный тип (всё подвергает рассудочному анализу, неспособен к творческому мышлению, склонен копировать чужое поведение и действия); б) Аффективный тип (противоположен рассудочному, импульсивно реагирует на различные события, склонен к чувственности, мечтательности; в) Активный тип (характеризуется импульсивностью, зачастую, чрезмерной активностью, беспорядочными и необдуманными действиями, склонен к различного рода рискованным поступкам, азартным играм.
2. Средний уровень. а) Непрактичные теоретики-идеалисты (это люди с научным, теоретическим мышлением, способные созерцать, обладающие творческим мышлением, часто являются учёными, художниками и т.д.); б) Практики-реалисты (условно делятся на три типа: альтруисты, у которых сильно развита эмпатия, общественники, которые склонны властвовать, обладают твёрдым характером и хозяйственные, обладающие практичностью и расчётливостью).
3. Высший уровень. Личности данного уровня характеризуются сочетанием и эмоционального, и рассудочного мышления, обладают высокими идеалами (духовностью, альтруизмом), высокой осознанностью, сдержанностью и целесообразностью в эмоциональных порывах.[12]

Пример: Градацию по шкале «безликость — яркая личность» вводит для исполнительского стиля Густав Нейгауз (Нейгауз, 1987). Многие пианисты играют то, чему их научили, а не то, что они пережили сами, над чем подумали и поработали.

«На противоположном полюсе исполнение большого пианиста с яркой индивидуальностью, страстной волей» (с.190). Нейгауз выделяет четыре вида «стиля исполнения». «Первый — никакого стиля. Второй — исполнение „морговое“; исполнитель так старательно „соблюдает стиль“, так старается показать, что автор „старый“ (если это не дай бог, Гайдн или Моцарт), что в конце концов автор умирает на глазах у огорченного слушателя и ничего кроме трупного запаха от него не остается. Третий вид — исполнение музейное, на основе тончайшего благоговейного знания, как исполнялись и звучали вещи в эпоху их возникновения. Четвертый вид, наконец, — исполнение, озаренное „проникающими лучами“ интуиции, вдохновения, исполнение „современное“, живое, но насыщенное непоказной эрудицией, исполнение, дышащее любовью к автору (с.191).

## Смешанные классификации
Современные системные классификации связаны с именами К. Юнга, Г. Айзенка, Л. Н. Собчик, Л. Я. Дорфмана и др. Авторы современных системных концепций стараются максимально обобщить результаты эмпирических исследований индивидуальных особенностей человека в рамках единой типологической модели. Такая модель, как правило, является центром конструкции, объединяющей общие, типологические и индивидуальные психологические характеристики человека.
Примерами таких системных классификаций могут служить: „Теория ведущих тенденций“ Л. Н. Собчик, „Концепция мета-индивидуального мира“ Л. Я. Дорфмана.

Теория ведущих тенденций, положенная в основу методологии психодиагностического исследования, позволяет понять сложный личностный конструкт во всей его полноте. Согласно данной концепции, целостный образ личности включает в себя эмоциональную сферу, индивидуальный стиль познавательной деятельности, тип межличностного поведения, силу и направленность мотивации. Сравнительный анализ психодиагностических показателей, полученных при последовательном изучении разных уровней самосознания (бессознательное, объективное, актуально-субъективное и идеальное „Я“), обнаруживает зону внутреннего конфликта, уровень самопонимания и способность индивида к саморегуляции». Собчик Л. Н. Психология индивидуальности. — 2005. — С. 15.

## Выбор классификационного основания
Теоретическое и осмысление и эмпирическая проверка классификационных систем психики предприняты рядом авторов XX века (К. Юнг, Г.Айзенк, Р. Мейли, В. С. Мерлин, Л. Н. Собчик, Л. Я. Дорфман, Е. П. Ильин и др.).

### Конституционные и формально-динамические характеристики как основание для классификации темпераментов
Наиболее распространены среди клинических психологов и психиатров.

### Познавательные характеристики как основание для классификации
Таблица 1. Классификации на основе конкретных видов приема и переработки информации (примеры).
| Классификационное основание                               | Интерпретация | Авторы                          |
| --------------------------------------------------------- | --- | ------------------------------- |
| Аналитичные (детализирующие)/ Синтетичные (интегрирующие) | Аналитичные проявляют тенденцию воспринимать скорее отдельные части, испытывая трудности в вычленении целостной структуры, и ориентируются на различие. Синтетичные воспринимают явления как интегрированное целое, выделяя сходство между частями. | К. Готтшальд, 1914 Роршах, 1921 |
| Мыслители / Художники                                     | Мыслители с доминирующей второй сигнальной системой Художники с доминирующей первой сигнальной системой | Павлов, 1927                    |
| Объективисты / Субъективисты                              | Объективисты характеризуются устойчивым, узко направленным и точным восприятием. Субъективисты характеризуются более широким полем восприятия с субъективной интерпретацией, дополняющей воспринятое.                                               | Ангьял, 1948                    |
| Концептуальные «активные» / Перцептивные «пассивные»      | Концептуальные работают рационально, формулируя гипотезы о верном решении при выполнении классификаций. Перцептивные используют метод проб и ошибок, руководствуясь непосредственным восприятием стимула.                                           | Выготский, 1922                 |

### Ценностно-мотивационные характеристики как основание для классификации личностей
Ценностно-смысловая сфера личности занимает место на пересечении двух больших предметных областей: мотивации, с одной стороны, и мировоззренческой структуры сознания, с другой. Ценностно-смысловая сфера — это ядро личности с её неповторимой картиной мира. Наиболее яркие психологические разработки ценностно-смысловой сферы представлены в работах Э. Фромма, В. Франкла, Э. Шпрангера, М. Рокича, А. Маслоу, Дж. Холлада, Дж. Крамбо и др.
М. Рокич рассматривает ценности как разновидность устойчивого убеждения, что некая цель или способ существования предпочтительнее, чем иной. Человеческие ценности характеризуются следующими основными признаками:
1. общее число ценностей, являющихся достоянием человека, сравнительно невелико,
2. все люди обладают одними и теми же ценностями, хотя и в различной степени,
3. ценности организованы в системы,
4. истоки человеческих ценностей прослеживаются в культуре, обществе и его институтах и личности.
5. влияние ценностей прослеживается практически во всех социальных феноменах, заслуживающих изучения.[13]

М. Рокич различает два класса ценностей — терминальные и инструментальные. Терминальные ценности М. Рокич определяет как убеждения в том, что какая-то конечная цель индивидуального существования (например, счастливая семейная жизнь, мир во всём мире) с личной и общественной точек зрения стоит того, чтобы к ней стремиться; инструментальные ценности — как убеждения в том, что какой-то образ действий (например, честность, рационализм) является с личной и общественной точек зрения предпочтительным в любых ситуациях. По сути, разведение терминальных и инструментальных ценностей производит уже достаточно традиционное различение ценностей-целей и ценностей-средств. «Систему ценностных ориентаций личности, как и любую психологическую систему, можно представить как „многомерное динамическое пространство“», — считает С. Бубнова.

«На самом деле, личность и стабильна, что зафиксировано в её определении как устойчивого психического склада человека, и изменчива. Однако применительно к её активности можно говорить об устойчивости её притязаний скорее в смысле их определенности и о динамичности — саморегуляции — в смысле согласованности ею внешних и внутренних условий. Удовлетворенность же, в свою очередь, входит в их интеграл, поскольку личность „оценивает“ по определенным критериям получившееся „произведение“ притязаний на регуляцию, намерений на способ их реализации. Семантическим интеграл активности является в силу своего ценностно-смысло-мотивационного характера… Построенная нами на этих исходных теоретических основаниях типология имела прогрессивный, открытый характер, поскольку представляла собой скорее эмпирическую методологию или стратегию исследования высших личностных способностей»

### Связанные комплексы познавательных и ценностно-мотивационных характеристик как основание для классификации личностей
Пример: Эдуард Шпрангер выделяет шесть типов личности, которые увязывают познание и ценности, соотнося тип личности с познанием мира.
- теоретический человек стремится к познанию, руководствуясь такими ценностями, как поиск истины, интерес к критическим, рациональным подходам;
- экономический человек ищет пользу в познании, познает то, что приносит пользу себе, семье, обществу;
- эстетический человек стремится к гармонии, форме, стилю, соответствию ситуации;
- для социального человека ценностью является любовь к людям. Человек хочет найти себя в другом, жить ради другого, стремится к всеобщей любви;
- политический человек ценит власть, влияние (необязательно в политической форме);
- для религиозного человека главная ценность заключена в поиске смысла жизни, начала всех начал — в божестве, в осознании единого мира.

Каждому типу соответствует одна доминирующая ценность.
Пример: Леонид Яковлевич Дорфман, анализируя полидетерминацию жизненного мира и позицию человека, выделяет три способа мышления в зависимости от источника детерминации.
- Социоцентристское мышление, в котором «конкретный жизненный мир отдельного человека поглощается всеобщим, абстрактным».
- Социодеятельностное мышление, которое «обосновывает и оправдывает подчиненность активности человека интересам общества. Его бытие мыслится не просто в социальных одеждах, а в самой логике бытия социальной системы».
- Антропоцентристское мышление, которое «предполагает, что человек находится в согласии со своей природой и с окружающим миром. Здесь мы имеем дело с жизненным миром свободного человека в свободном обществе, где нет места их взаимному отчуждению».

Леонид Яковлевич Дорфман отмечает, что каждый из трех потоков детерминации отражает разный характер существования человека в мире, разную степень его свободы.

«При первом из обозначенных выше потоков детерминации структурирование жизненного мира опосредствуется поведением по бихевиористской схеме „стимул — реакция“. При втором потоке детерминации структурирование жизненного мира человека опосредствуется деятельностью, при третьем — самодеятельностью»

## Современные проблемы психологических классификаций
Проблемы психологических классификаций связаны с высокой сложностью и неоднозначностью психической реальности. Классифицировать материальный мир гораздо проще.
В психологии мы сталкиваемся с тем, что с помощью сознания мы можем изучать сознание. Здесь открываются новые возможности, но и новые ограничения, связанные, в частности, с субъективностью и её преодолением. Как известно, в психике человека есть осознаваемые и неосознаваемые компоненты познания. Они работают часто самостоятельно, как два разных оценщика ситуации. Поэтому оценки с помощью проективных тестов (которые направлены на исследование бессознательного) часто вступают в противоречие с самооценками с помощью опросников (которые апеллируют к сознанию или осознаваемому поведению).
Для оценки психологического типа важно, чтобы измерительный инструмент (тест, методика) был «откалиброван» не на настоящее и актуальное, а на типичное, повторяющееся с большей вероятностью на протяжении жизни. Поэтому для типологов так важны методы, которые позволяют видеть настоящее сквозь призму всего жизненного пути личности: биографический, структурированная беседа, лонгитюдное наблюдение в естественной ситуации. Такие методы хорошо разработаны в клиническом исследовании. В работе со здоровыми людьми они составляют, скорее, исключение.
Пример: Программа исследования личности Лазурского А. Ф.
Вопрос подготовки квалифицированного специалиста в области исследования и диагностики типов — самостоятельная проблема. Нужен целый комплекс знаний и умений.
Важным для измерения психологического типа является умение диагноста видеть не отдельные фрагменты психической реальности, а оперировать системами (познавательной, ценностно-мотивационной, эмоциональной, волевой) и учитывать их целостный характер, знание устойчивых вариантов этих систем, умение их сравнивать. Сравнение и оценка этих систем осложняются отсутствием проработанной методологической базы: нет единого мнения о том, что сравнивать и как оценивать.
Исследователю необходимо уметь работать как с качественными, так и с количественными методами исследования эмпирической реальности, учитывать следующие факторы:
1. Масштабность и комплексность исследования (возможность прорисовки и учета нескольких планов в разных масштабах)
2. Характер и специфику распределения свойств и характеристик в исследуемой среде.
3. Минимальный набор субшкал, не нарушающих полноту и конструктную валидность психологического свойства.